# Wiligisil de Tolosa
Wiligisil o Wil·ligisil (Vuilligisilus, Vuigillisilus, Hiltigisilus, Willegiselus, Willegisellus, Villegiselus, Clavigilisilus, Villegiscle, Willégiscle) fou bisbe de Tolosa conegut perquè va signar les actes del concili de la basílica de Sant Pere de París el 10 d'octubre del 614 i de la basílica de Santa Maria a l'àtrium de Sant Denis a Clichy el 27 de setembre de l'any 626 o 627.